# Coelorinchus obscuratus
Coelorinchus obscuratus és una espècie de peix de la família dels macrúrids i de l'ordre dels gadiformes.